# Мариуш Блашчак
Ма̀риуш Бла̀шчак (на полски: Mariusz Błaszczak) е полски политик, служител в местното самоуправление, по образование историк, от 9 януари 2018 година министър на националната отбрана в правителството на Матеуш Моравецки.
В периода 2005 – 2007 година шеф на канцеларията на премиера Кажимеж Марчинкевич, през 2007 година министър без портфейл в правителството на Ярослав Качински, министър на вътрешните работи и администрацията (2015 – 2018). Депутат VI, VII и VIII мандат, ръководител на парламентарния клуб на Право и справедливост (2010 – 2015).